# Tipula silvestra
Tipula silvestra är en tvåvingeart som beskrevs av Doane 1909. Tipula silvestra ingår i släktet Tipula och familjen storharkrankar. Inga underarter finns listade i Catalogue of Life.